# Либердаде (Сао Пауло)
Либердаде је име округа у Сао Паулу, у Бразилу. Подручје садржи највећи број јапанског становништва изван Јапана. Такође, у овом подручју живи и одређени број припадника других етничких скупина, већином азијских. Тако на овом подручју живе и Кинези, Тајванци и Корејанци. Кроз ово подручје пролази подземна жељезница Сао Паула.
Либердаде значи „слобода“ на португалском језику.